# Férfi 10 méteres szinkronugrás a 2015-ös úszó-világbajnokságon
A 2015-ös úszó-világbajnokságon a műugrás férfi szinkron 10 méteres versenyszámának selejtezőjét július 26-án délelőtt, a döntőjét pedig kora este rendezték meg a Kazan Arenában.
A küzdelmet a kínai Csen Aj-szen, Lin Jüe kettős nyerte, megelőzve a mexikói García, Sánchez duót, és az oroszok párosát, Izmajlovot és Minyibájevet.

## Versenynaptár
Az időpontok helyi idő szerint olvashatóak (GMT +03:00).
| Dátum                      | Időpont | Forduló   |
| -------------------------- | ------- | --------- |
| 2015. július 26., vasárnap | 10:00   | Selejtező |
| 2015. július 26., vasárnap | 19:30   | Döntő     |

## Eredmény
Zölddel kiemelve a döntőbe jutottak
| #  | Versenyző                                  | Ország                   | Selejtező | Selejtező | Döntő  | Döntő   |
| #  | Versenyző                                  | Ország                   | Pontok    | Rangsor   | Pontok | Rangsor |
| -- | ------------------------------------------ | ------------------------ | --------- | --------- | ------ | ------- |
|    | Csen Aj-szen Lin Jüe                       | Kína (CHN)               | 470,13    | 1         | 495,72 | 1       |
|    | Iván García Navarro Germán Sánchez Sánchez | Mexikó (MEX)             | 419,19    | 5         | 448,89 | 2       |
|    | Roman Izmajlov Viktor Minyibajev           | Oroszország (RUS)        | 443,07    | 3         | 441,33 | 3       |
| 4  | Makszim Dolgov Olekszandr Horskovozov      | Ukrajna (UKR)            | 419,07    | 6         | 436,50 | 4       |
| 5  | David Boudia Steele Johnson                | USA (USA)                | 451,02    | 2         | 436,35 | 5       |
| 6  | Patrick Hausding Sascha Klein              | Németország (GER)        | 421,92    | 4         | 431,34 | 6       |
| 7  | Kim Jongnam U Haram                        | Dél-Korea (KOR)          | 417,24    | 7         | 421,80 | 7       |
| 8  | Víctor Ortega Juan Ríos                    | Kolumbia (COL)           | 409,92    | 8         | 405,03 | 8       |
| 9  | James Denny Matthew Lee                    | Egyesült Királyság (GBR) | 379,86    | 12        | 396,84 | 9       |
| 10 | Chew Yiwei Ooi Tze Liang                   | Malajzia (MAS)           | 383,40    | 11        | 386,52 | 10      |
| 11 | Hjong Ilmjong Kim Szunbom                  | Észak-Korea (PRK)        | 385,08    | 10        | 378,18 | 11      |
| 12 | Domonic Bedggood James Connor              | Ausztrália (AUS)         | 388,80    | 9         | 375,12 | 12      |
|    |                                            |                          |           |           |        |         |
| 13 | Vadzim Kaptur Yauheni Karaliou             | Fehéroroszország (BLR)   | 373,92    | 13        |        |         |
| 14 | Philippe Gagné Vincent Riendeau            | Kanada (CAN)             | 372,78    | 14        |        |         |
| 15 | Jeinkler Aguirre José Guerra               | Kuba (CUB)               | 367,38    | 15        |        |         |
| 16 | Francesco Dell’Uomo Maicol Verzotto        | Olaszország (ITA)        | 362,55    | 16        |        |         |
| 17 | Óscar Ariza Robert Páez Rodriguez          | Venezuela (VEN)          | 344,70    | 17        |        |         |
| 18 | Filip Julius Devor Daniel Jensen           | Norvégia (NOR)           | 342,87    | 18        |        |         |
| 19 | Jackson Oliveira Isaac Souza               | Brazília (BRA)           | 335,91    | 19        |        |         |
| 20 | Andriyan Andriyan Adityo Putra             | Indonézia (INA)          | 311,97    | 20        |        |         |